# Socket 3
Il Socket 3, successore del Socket 2, era il socket utilizzato per le CPU Intel 486 DX a 66 MHz e come socket secondario per il co-processore matematico nelle motherboard che ospitavano processori che ne erano sprovvisti come i 486 SX.
Il suo design prevedeva un pin in meno rispetto al suo predecessore (237 pin) in modo che i nuovi processori a 3 V non potessero, per errore, essere inseriti in una motherboard dotata di Socket 2 a 5 V che avrebbe avuto la conseguenza di bruciare il chip.
Il suo successore è il Socket 4, utilizzato per le nuove CPU Pentium.